# 善化寺

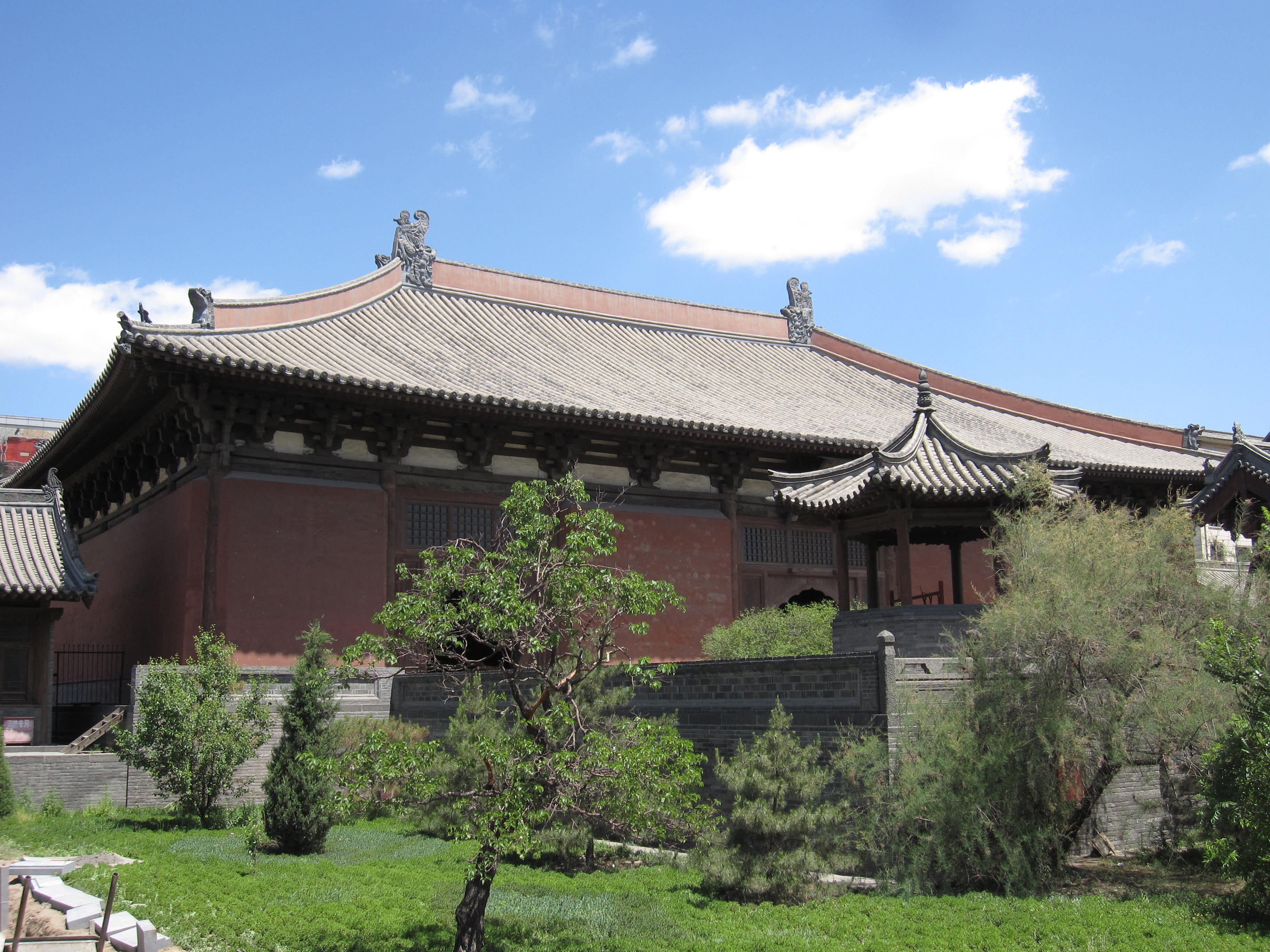
善化寺。

善化寺（ぜんげじ）は、中華人民共和国山西省大同市平城区にある仏教寺院。明の正統10年（1445年）に現在の名称となる。通称「南寺」と呼ばれている。

## 歴史

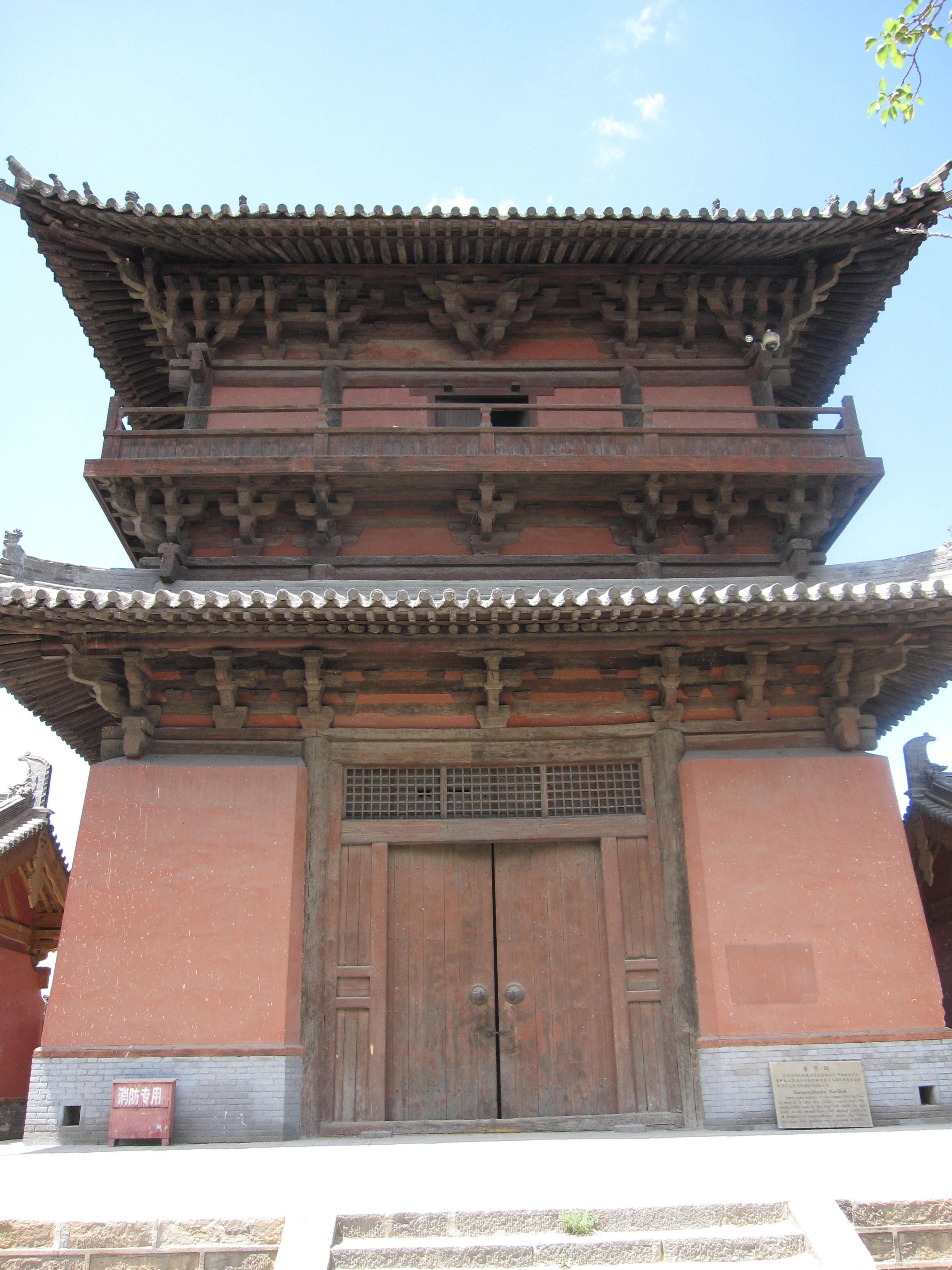
普賢閣。

善化寺は、唐代（618年 - 907年）の開元年間（713年 - 742年）に創建された。五代の後晋（936年 - 946年）に大晋恩寺と改称。
遼代（916年 - 1125年）の保大2年（1122年）、兵火により一度は廃寺となったが、金代（1115年 - 1234年）初期、住職の円満大師が再建した。
明代（1368年 - 1644年）、地元政府は寺院を修葺する。明の正統10年（1445年）、「善化寺」の名を賜った。
1961年、中華人民共和国国務院は仏寺を全国重点文物保護単位に認定した。

## 伽藍
山門、三聖殿、大雄宝殿、普賢閣、文殊閣。

## 書籍
- 梁思成「大同古建築調查報告」

座標: 北緯40度05分09秒 東経113度17分37秒 / 北緯40.08583度 東経113.29361度